# São Paulo Challenger 1982
Il São Paulo Challenger 1982 è stato un torneo di tennis facente parte della categoria ATP Challenger Series nell'ambito dell'ATP Challenger Series 1982. Il torneo si è giocato a San Paolo in Brasile dal 1 al 7 marzo 1982 su campi in cemento indoor.

## Vincitori

### Singolare
Thomaz Koch ha battuto in finale  Cássio Motta con il punteggio di 7–6, 7–6

### Doppio
Givaldo Barbosa /  Julio Goes hanno battuto in finale  Thomaz Koch /  Cássio Motta con il punteggio di 6–4, 6–1